# Thedo Remmelink
Jan Theodoor (Thedo) Remmelink (Zelhem, 22 april 1963) is een Nederlands voormalig snowboarder die nadien snowboardcoach werd.
Hij won vijf wereldbekerwedstrijden en werd in het seizoen 1994/95 derde in het eindklassement op reuzenslalom en tweede op de slalom. Een seizoen later werd hij derde in het eindklassement van de algemene wereldbeker. Remmelink nam deel aan de Olympische Winterspelen in 1998 in Nagano waar hij op de reuzenslalom als tiende eindigde. Hierna beëindigde hij zijn loopbaan. 
Remmelink emigreerde naar de Verenigde Staten waar hij in Colorado als coach ging werken. Verschillende van zijn pupillen kwamen in het Amerikaanse olympisch team en als coach begeleidde hij Amerikaanse atleten op meerdere Winterspelen. In 2003 werd hij door de Amerikaanse ski- en snowboardbond uitgeroepen tot binnenlands snowboardcoach van het jaar.